# Rattus sordidus
Espèce
Synonymes
- Mus sordidus Gould, 1858 - protonyme[2]
- Rattus aramia Troughton, 1937[3]
- Rattus brachyrhinus Tate & Archbold, 1935[3]
- Rattus bunae Troughton, 1946[3]
- Rattus conatus Thomas, 1923[2] [3]
- Rattus gestri (Thomas, 1897)[3]
- Rattus gestroi various authors[3]
- Rattus youngi Thomas, 1926[2] [3]

Statut de conservation UICN

 LC  : Préoccupation mineure
Rattus sordidus, parfois communément appelé Rat des roseaux, est une espèce de rongeurs de la famille des Muridae.

## Description
L'holotype de Rattus sordidus (décrit sous le taxon Mus sordidus) mesure de l'extrémité du museau à la base de la queue environ 170 mm et possède une queue d'environ 125 mm pour la queue. Son pelage est un mélange de noir et de brun avec une tonalité plus noire dans la région médiane. Sa face ventrale tire sur un gris chamoisé. Ce spécimen a été collecté dans les Darling Downs (sud-est du Queensland en Australie).

## Étymologie
Son nom spécifique, du latin sordidus, « sale, crasseux », lui a été donné en référence à la couleur sombre de son pelage dorsal.

## Publication originale
- (en) John Gould, « On four new species of Mus and one of Hapalotis from Australia », Proceedings of the Zoological Society of London, Londres, ZSL, vol. 1857,‎ 24 novembre 1857, p. 241-243 (ISSN 0370-2774, OCLC 1779524, BNF 32843178, lire en ligne).